# Salt amb esquís als Jocs Olímpics d'hivern de 2010 - Salt llarg per equips
Als Jocs Olímpics d'Hivern de 2010 celebrats a la ciutat de Vancouver (Canadà) es disputà una prova de salt amb esquís en categoria masculina sobre un trampolí de 120 metres d'alçada per equips, que unida a la resta de proves conformà el programa oficial dels Jocs.
La competició se celebrà el dia 22 de febrer de 2010 a les instal·lacions de Whistler Olympic Park. Hi participaren un total de 48 saltadors de 12 comitès nacionals diferents.

## Resum de medalles
| Or                                                                                   | Argent                                                                     | Bronze                                                                   |
| ÀustriaWolfgang Loitzl · Andreas Kofler · Thomas Morgenstern · Gregor Schlierenzauer | AlemanyaMichael Neumayer · Andreas Wank · Martin Schmitt · Michael Uhrmann | NoruegaAnders Bardal · Tom Hilde · Johan Remen Evensen · Anders Jacobsen |

## Resultats
| Pos. | Dorsal | CON                                                                                  | Salt 1 Distància (m)    | Salt 1 Punts                  | Salt 1 Pos. | Salt 2 Distància (m)    | Salt 2 Punts                  | Salt 2 Pos. | Pts. finals |
| ---- | ------ | ------------------------------------------------------------------------------------ | ----------------------- | ----------------------------- | ----------- | ----------------------- | ----------------------------- | ----------- | ----------- |
| 1    | 12     | ÀustriaWolfgang Loitzl · Andreas Kofler · Thomas Morgenstern · Gregor Schlierenzauer | 138.0 132.0 135.5 140.5 | 547.3 140.4 126.1 135.9 144.9 | 1           | 138.5 142.0 135.0 146.5 | 560.6 141.8 138.6 135.0 145.2 | 1           | 1107.9      |
| 2    | 11     | AlemanyaMichael Neumayer · Andreas Wank · Martin Schmitt · Michael Uhrmann           | 137.0 128.5 128.0 135.0 | 509.3 135.6 120.3 119.9 133.5 | 2           | 136.5 139.0 122.0 140.0 | 526.5 134.7 141.7 106.6 143.5 | 2           | 1035.8      |
| 3    | 10     | NoruegaAnders Bardal · Tom Hilde · Johan Remen Evensen · Anders Jacobsen             | 128.0 127.5 131.5 138.0 | 504.0 118.4 118.5 126.7 140.4 | 3           | 127.0 139.0 129.5 140.5 | 526.3 117.1 141.7 122.1 145.4 | 3           | 1030.3      |
| 4    | 9      | FinlàndiaMatti Hautamäki · Janne Happonen · Kalle Keituri · Harri Olli               | 133.5 128.5 123.0 134.0 | 490.2 129.8 120.3 108.4 131.7 | 4           | 130.0 139.0 132.0 134.5 | 524.4 123.5 142.2 126.6 132.1 | 4           | 1014.6      |
| 5    | 6      | JapóDaiki Ito · Taku Takeuchi · Shōhei Tochimoto · Noriaki Kasai                     | 129.5 125.5 128.0 133.5 | 484.7 122.1 113.4 118.4 130.8 | 5           | 133.5 129.5 132.0 140.0 | 523.0 130.8 122.1 126.6 143.5 | 5           | 1007.7      |
| 6    | 8      | PolòniaStefan Hula · Łukasz Rutkowski · Kamil Stoch · Adam Małysz                    | 129.0 123.0 126.5 136.5 | 484.0 122.2 108.4 116.2 137.2 | 6           | 127.5 134.5 139.5       | 512.7 118.5 132.6 143.1       | 6           | 996.7       |
| 7    | 5      | TxèquiaAntonín Hájek · Roman Koudelka · Lukáš Hlava · Jakub Janda                    | 129.0 131.0 125.0 128.0 | 477.4 121.2 124.3 112.5 119.4 | 7           | 135.0 135.5 126.0 129.0 | 504.4 134.0 134.4 114.3 121.7 | 7           | 981.8       |
| 8    | 7      | EslovèniaPrimoz Pikl · Mitja Mežnar · Peter Prevc · Robert Kranjec                   | 124.0 126.5 132.0 129.0 | 472.2 109.2 114.7 127.1 121.2 | 8           | 119.5 131.0 127.5 139.0 | 486.6 102.1 124.3 118.0 142.2 | 8           | 958.8       |
| 9    | 3      | FrançaVincent Descombes · David Lazzaroni · Alexandre Mabboux · Emmanuel Chedal      | 125.0 108.5 127.5       | 419.8 111.0 112.0 78.8 118.0  | 9           |                         |                               | 9           | 419.8       |
| 10   | 4      | RússiaPavel Karelin · Denis Kornilov · Ilya Rosliakov · Dimitry Ipatov               | 114.5 129.5 119.5 118.5 | 414.1 90.6 122.1 101.1 100.3  | 10          |                         |                               | 10          | 414.1       |
| 11   | 2      | Estats UnitsAnders Johnson · Peter Frenette · Taylor Fletcher · Nicholas Alexander   | 115.5 124.5 88.5 119.0  | 340.0 92.4 111.1 36.3 100.2   | 11          |                         |                               | 11          | 340.0       |
| 12   | 1      | CanadàMacKenzie Boyd-Clowes · Trevor Morrice · Eric Mitchell · Stefan Read           | 105.0 101.0 102.0 114.0 | 294.6 72.0 64.8 66.6 91.2     | 12          |                         |                               | 12          | 294.6       |